# Сент-Круа-Аг
Сент-Круа́-Аг, Сент-Круа-Аґ (фр. Sainte-Croix-Hague) — колишній муніципалітет у Франції, у регіоні Нормандія, департамент Манш. Населення — 779 осіб (2011).
Муніципалітет був розташований на відстані близько 320 км на захід від Парижа, 115 км на північний захід від Кана, 80 км на північний захід від Сен-Ло.

## Історія
До 2015 року муніципалітет перебував у складі регіону Нижня Нормандія. Від 1 січня 2016 року належав до нового об'єднаного регіону Нормандія.
1 січня 2017 року Сент-Круа-Аг, Аквіль, Одервіль, Бомон-Аг, Бівіль, Бранвіль-Аг, Дігюльвіль, Екюльвіль, Флоттманвіль-Аг, Гревіль-Аг, Еркевіль, Жобур, Омонвіль-ла-Петіт, Омонвіль-ла-Рог, Сен-Жермен-де-Во, Тонневіль, Юрвіль-Накевіль, Ватвіль i Вовіль було об'єднано в новий муніципалітет Ла-Аг.

## Демографія
Динаміка населення (Insee ):
Розподіл населення за віком та статтю (2006):
| Стать | Всього | До 15 років | 15-24 | 25-44 | 45-64 | 65-85 | Понад 85 |
| --- | ------ | ----------- | ----- | ----- | ----- | ----- | -------- |
| Чоловіки | 398    | 100         | 58    | 119   | 85    | 32    | 4        |
| Жінки | 317    | 61          | 35    | 100   | 86    | 27    | 8        |
| \| Статево-вікова піраміда \| Статево-вікова піраміда \| Статево-вікова піраміда \| \| ----------------------- \| ----------------------- \| ----------------------- \| \| Чоловіки \| Вік \| Жінки \| \| 4 \| 85 + \| 8 \| \| 0 \| 80-84 \| 4 \| \| 12 \| 75-79 \| 15 \| \| 12 \| 70-74 \| 4 \| \| 8 \| 65-69 \| 4 \| \| 8 \| 60-64 \| 12 \| \| 8 \| 55-59 \| 4 \| \| 46 \| 50-54 \| 39 \| \| 23 \| 45-49 \| 31 \| \| 50 \| 40-44 \| 35 \| \| 19 \| 35-39 \| 31 \| \| 19 \| 30-34 \| 19 \| \| 31 \| 25-29 \| 15 \| \| 23 \| 20-24 \| 8 \| \| 35 \| 15-20 \| 27 \| \| 27 \| 10-14 \| 23 \| \| 27 \| 5-9 \| 19 \| \| 46 \| 0-4 \| 19 \| |        |             |       |       |       |       |          |
| Статево-вікова піраміда |        |             |       |       |       |       |          |
| Чоловіки | Вік    | Жінки       |       |       |       |       |          |
| 4 | 85 +   | 8           |       |       |       |       |          |
| 0 | 80-84  | 4           |       |       |       |       |          |
| 12 | 75-79  | 15          |       |       |       |       |          |
| 12 | 70-74  | 4           |       |       |       |       |          |
| 8 | 65-69  | 4           |       |       |       |       |          |
| 8 | 60-64  | 12          |       |       |       |       |          |
| 8 | 55-59  | 4           |       |       |       |       |          |
| 46 | 50-54  | 39          |       |       |       |       |          |
| 23 | 45-49  | 31          |       |       |       |       |          |
| 50 | 40-44  | 35          |       |       |       |       |          |
| 19 | 35-39  | 31          |       |       |       |       |          |
| 19 | 30-34  | 19          |       |       |       |       |          |
| 31 | 25-29  | 15          |       |       |       |       |          |
| 23 | 20-24  | 8           |       |       |       |       |          |
| 35 | 15-20  | 27          |       |       |       |       |          |
| 27 | 10-14  | 23          |       |       |       |       |          |
| 27 | 5-9    | 19          |       |       |       |       |          |
| 46 | 0-4    | 19          |       |       |       |       |          |

## Економіка
2010 року серед 501 особи працездатного віку (15—64 років) 370 були активними, 131 — неактивною (показник активності 73,9%, у 1999 році було 65,9%). З 370 активних мешканців працювали 352 особи (190 чоловіків та 162 жінки), безробітними було 18 (6 чоловіків та 12 жінок). Серед 131 неактивної 48 осіб було учнями чи студентами, 50 — пенсіонерами, 33 були неактивними з інших причин.

У 2010 році в муніципалітеті числилось 275 оподаткованих домогосподарств, у яких проживали 800,5 особи, медіана доходів виносила 19 828 євро на одного особоспоживача